# Masirana kosodeensis
Masirana kosodeensis là một loài nhện trong họ Leptonetidae.
Loài này thuộc chi Masirana. Masirana kosodeensis được T. Komatsu miêu tả năm 1963.